# 귀뚜라미 (기업)
주식회사 귀뚜라미(Kiturami Co., Ltd.)는 서울특별시 강서구에 본사(업무상 근거지), 경상북도 청도군에 본점(사업상 근거지)을 두고 있는 보일러 제조 업체이다.

## 연혁
귀뚜라미보일러는 귀뚜라미 최진민 회장이 1962년에 설립된 신생보일러를 창업했다.

### 신생보일러 및 로켓트보일러
- 1962년 신생보일러 창업
- 1969년 고려강철주식회사 법인설립 전환
- 1975년 보일러 형식승인 1허 획득
- 1978년 국내최초 보일러 해외수출, 우수 건축자재 최우수상 수상
- 1979년 석탄산업 훈장 서훈
- 1980년 국산 1호기 생산업체 지정
- 1981년 에너지관리분야 우수상 수상
- 1982년 온수보일러 KS표시 허가 획득, 노사협조 증진 및 근로자복지 대통령 표창, 납세의무이행 재무부장관 표창
- 1983년 유망 중소기업 선정
- 1984년 국산기계계발 우수업체 표창
- 1985년 품질관리 공업 표준화상 수상, 재단법인 귀뚜라미 문화재단 설립
- 1987년 고려강철주식회사에서 로켓트보일러공업(주)로 상호변경, KSQA 기름보일러 기름탱크 부착형 일체식 귀뚜라미 기름보일러 신모델 출시, TV 광고 이상숙 탤런트편 방영,
- 1988년 국내 에너지기자재 품질향상, 동력지원부장관 표창, 귀뚜라미 보일러 곤충 캐릭터 (애니메이션 형태) 마스코트 제정하여 TV 및 신문 라디오 잡지광고 및 버스 등 가판광고에서 캐릭터 마스코트 도입함(1997년까지 사용), MRS-100 실내온도조절기 장착된 KSQA 모델 가정용 기름보일러 신제품 출시

### 귀뚜라미 보일러로 상표 변경 및 통합됨(1992년까지는 로켓트 보일러 로고가 보일러 전모델 본체에 표기되었으며, 1993년부터 귀뚜라미 보일러로 완전 통합되어 로켓트 보일러 로고 폐지됨)
- 1989년 귀뚜라미보일러(주) 설립, 납세의무 성실이행 대통령상 수상, 저탕식 귀뚜라미 가스보일러 RGB 기종 출시
- 1990년 SBS 서울방송 창업 컨소시엄 (2대주주), 품질관리 대상 수상, 에너지관리 동탑산업훈장 서훈, 가스보일러 전환형 기름 보일러 출시, 순환펌프 및 팽창탱크, 분배기 내장형 디럭스 기름보일러, 경유전용 기름보일러 출시, 유사상표로 인하여 로보트 척척 보일러와 신문광고에 양사가 서로 대립하는 광고 개재 , RGB 가스보일러 신모델 출시
- 1991년 귀뚜라미정밀공업(주) 설립 귀뚜라미형 기름탱크 부착형 기름보일러 생산 중단, 강제급배기식 FF 귀뚜라미 가스보일러 신제품 출시(RGB 기종), 귀뚜라미 보일러 광고에 나오는 CM송 제정. (1994년 상반기까지 방영함, TV,라디오 광고시 귀뚜라미 CM송 나옴)
- 1992년 귀뚜라미보일러판매(주) 설립, 동탑산업훈장 서훈, 로켓트 귀뚜라미 보일러 상표에서 귀뚜라미 보일러로 상표 통합(로보트 척척 보일러와 상표권 분쟁으로 인하여 귀뚜라미라는 브랜드로 이미지통합 작업함), 귀뚜라미 하이디럭스 가스보일러 출시, 디럭스 신형 기름보일러 출시. CTC컨트롤 색상 및 램프형태 변경됨.(종전 컨트롤러 램프 전체가 글자와 통째로 램프가 있는 형태에서 글자 옆에 동그란 모양의 램프 형태로 변경, 실내온도조절기 CTR-300으로 조절기 변경 및 현재온도 빨간색 글씨로 된 숫자로 표기되는 기능 추가, 로켓트귀뚜라미보일러 상표에서 실내온도조절기에 귀뚜라미캐릭터 삽입한 귀뚜라미보일러로 상표 변경 및 종전 MRS-100 시리즈 램프는 네모 형태였으나 동그라미 램프로 변경되었음, INDICATOR(인디케이터) 램프 색상 다홍색에서 주황색으로 변경됨. 1992년 11월 이후 출시된 보일러 전 모델부터 로켓트 보일러 로고 사라짐. 귀뚜라미 보일러 로고로 완전 변경 시작, 11월부터 TV , 신문 , 잡지광고 중단됨
- 1993년 물가안전 대상 수상, 공진청 NT마크 획득, CTR-500 실내온도조절기 신제품 출시. 귀뚜라미 보일러로 완전한 상표 통합(보일러 본체에 귀뚜라미 보일러라고 적혀 있고 ROCKET라는 상표 사라짐), 8월 터보 소용돌이 버너 장착된 기름보일러 시판, 10월 ~ 1994년 2월 기존에 이미 보일러 구매한 고객에게 88년~92년식 보일러에 한해 유상 서비스로 터보소용돌이 버너로 보상교환 실시, 82~87년식 보일러에 한해 일부 비용 추가지불 조건으로 터보소용돌이 버너로 보상교환 실시, 실내온도 조절기 램프 명칭 변경(종전 INDICATOR(인디케이터) 램프에서 작동 중 램프로 램프명칭 변경, 경보램프에서 점검램프로 명칭 변경), 94년형 신제품 보일러부터 종전 CTC컨트롤러에 빨간색 숫자로 보일러 현재 물온도가 표기된 형태를 숫자로 표기된 물온도에서 노란색 LED램프 5개로 변경됨. 5단계 40~85도 물 온도 5개의 노란색 LED램프로 변경됨, 실내온도 조절기에도 종전에는 현재온도가 빨간색 숫자로 표기되었으나, CTC 컨트롤러와 마찬가지로 노란색 LED 램프로 5단계 온도로 표기되는 방식으로 변경됨, 작동중 램프 노란색으로 변경됨.(최진홍 사장 광고 시작함 1998년까지 93년~94년 터보소용돌이 버너 탄생 및 홍보 기존 버너 사용하는 귀뚜라미 보일러 고객들에게 터보소용돌이버너 교체 홍보광고, 94년 디럭스 기름보일러, 95년 로마시대 보일러의 원리로 만든 순동보일러 골드, 96년 가스누출 탐지기 내장된 귀뚜라미 가스 보일러, 97년 귀뚜라미 보일러 설치한 고객을 대상으로 한 모녀편에 마지막 광고 장면에 사장이 등장하여 "귀뚜라미 보일러 안심하고 사용하십시오"라는 마지막 멘트를 남긴 광고 등) 93년형 보일러에 터보라는 상표 표시됨.
- 1994년 팽창탱크,순환펌프,분배기 내장형 2세대 디럭스 기름보일러 출시, 강제급배기식 (FF방식)가스보일러 벽걸이형 신제품 출시, 저탕식 가스보일러 슬림형 신제품 출시, 바닥설치 수직형 터보소용돌이버너 내장 가스보일러 출시, 상공자원부, 공업진흥청, 농촌진흥청 기술상, 기름보일러에 터보소용돌이버너 표시 및 불꽃 확인 창 뚜껑 장착 됨.CTR-600실내온도 조절기 출시
- 1995년 귀뚜라미 순동 보일러 골드(가스,기름보일러)보일러 출시(99.9%순동 열교환기 장착) TBC 대구방송 창업 컨소시엄 1대 주주, 납세의무 성실이행 대통령상 수상, 히트상품 선정 전품목 ISO9001 인증 CTC컨트롤러 디자인 및 램프 대폭 축소 및 변경, 종전에는 컨트롤러에 보일러 본체 뚜껑과 컨트롤러 뚜껑이 있었으나 골드시리즈 제품부터는 컨트롤러 뚜껑 제거 및, 디자인 변경됨, 종전에는 네모의 사각형 이었으나 타원형 디자인으로 변경됨, 종전에는 램프가 5~6개였으나 4개로 축소됨, 물온도 램프 LED 종전 5개에서 3개로 축소, 계절선택 다이얼 형태 종전 동그란 다이얼 형태에서, 스위치 형태로 변경됨, 종전 세분화된 4계절 중 8~12단계 정도 조작 방식에서 3단계로 축소됨, 수동복귀 버튼 명칭 재가동으로 변경, 전원스위치 형태 변경(종전 버튼식에서 스위치식으로 변경) 골드 시리즈 이후 96년형 보일러부터 거의 모든 전모델에 골드 시리즈 컨트롤러와 동일한 방식으로 변경됨, CTR-1000실내온도 조절기 출시(디지털 액정형), 귀뚜라미 캐릭터 마스코트 단계적 폐지 시작함. 아날로그 형태 CTR-700, CTR-800, CTR-900 실내온도 조절기 출시
- 1996년 가스안전대상 수상, 철탑산업훈장, 96년형 신제품 귀뚜라미 가스보일러 출시 (슬림형 단종 이후 사이즈 커짐), 가스보일러 및 기름보일러 컨트롤러 본체 뚜껑 사라짐. 전모델 모두 골드 보일러 제품과 동일한 형태의 컨트롤러로 변경됨.
- 1997년 ITV 인천방송 (현 IFM 경인방송) 창업 주주 참여, 품질경쟁력 우수 100대 기업 선정, 대한민국 특허발명대회 금상 수상, 기름보일러에 터보 소용돌이버너 표시 및 불꽃 확인창 사라짐, 1992년형 보일러 뚜껑 형태와 유사하게 바뀜. 가스보일러 및 기름보일러 CTC 계절조정 스위치 색상 빨간색으로 변경 및 광고와 실제 보일러 CTC 일치하게 변경됨, 종전에는 광고로 나간 보일러 CTC와 서로 달랐으나 다시 동일한 CTC로 변경됨.
- 1998년 A/S 우수업체 선정, 품질경쟁력 우수, 대한민국 건국 50년, 50대 히트상품 선정, 귀뚜라미 다목적 보일러(IMF 연료절약형)출시, 귀뚜라미 말하는 보일러(CTR-2000 실내온도조절기)출시, IMF형 신형 가스,기름보일러출시, 상표 변경 KITURAMI & ROCKET (귀뚜라미&로켓트) 약칭 이니셜 KR 로 상표 변경(종전 귀뚜라미보일러 영문 및 한글과 귀뚜라미캐릭터 삽입형 상표에서 귀뚜라미 >R보일러로 상표 변경), 귀뚜라미 보일러 곤충캐릭터 애니메이션 마스코트 상표 중단 및 폐지 확정. 전원일기 드라마 주인공 나오는 귀뚜라미 다목적 보일러 광고 방영. 아날로그 형태 CTR-1200, CTR-1300 (예약기능 내장형) 실내온도 조절기 출시
- 1999년 중국 천진공장 설립, 은탑산업훈장 수상, 품질관리 50대 기업 선정, 거꾸로 타는 보일러 바닥설치형(수직형) 출시, 월드 2000시리즈 가스보일러 출시,
- 2000년 귀뚜라미랜드 (한탄강 컨트리 클럽) 개장 거꾸로 타는 벽걸이형 보일러 출시
- 2001년 브랜드파워 3년 연속 1위 수상 (한국능률협회 선정)
- 2002년 귀뚜라미 복지재단 설립, 청도 기술연구소 및 교육원 설립, CTR-3000실내온도 조절기 출시, 월드 2000 순동 가스보일러 출시
- 2003년 (주)귀뚜라미 센티온 인수/센츄리 아산공장 인수
- 2004년 거꾸로 타는 기름보일러(순동 열교환기), 스텐레스 기름보일러, 철로만든 터보 기름보일러, 순동 기름보일러, 거꾸로 타는 스텐레스 기름보일러 출시, 연탄보일러, 화목보일러, 갈탄보일러 출시, 실내온도 조절기 CTR-5000 출시(1993년 이후 현재 보일러 실내온도 표시 숫자에서 LED 방식 이었으나 1993년 이전 숫자방식으로 변경됨)
- 2005년 월드 3000 가스보일러 출시,CTR-5500 디지털 실내온도 조절기 출시, CTR-6000 실내오염 감지기 내장형 온도조절기 출시
- 2006년 거꾸로 IN(스텐레스 열교환기, 순동 열교환기)가스보일러 신모델 출시, 월드 5000 가스보일러(순간,저탕 혼합형)출시, 거꾸로2 HI(순동 열교환기, 버너가 상부에 있는 하향연소식)가스보일러 신모델 출시.

### 주식회사 귀뚜라미
- 2009년 회사명을 주식회사 귀뚜라미보일러에서 주식회사 귀뚜라미로 변경하였다. 네번타는 귀뚜라미 콘덴싱 가스보일러 출시.
- 2017년 1993년 이후 처음으로 귀뚜라미 CM송 부활하여 홍진영이 광고모델 발탁되어 귀뚜라미CM송 부활함.
- 2018년 네번타는 가스보일러 단종(제품결함 및 잦은고장으로 인해 소비자들 반응 좋지 않음)
- 2019년 2020년 친환경 콘덴싱가스보일러 의무화, 회사명을 주식회사 귀뚜라미에서 주식회사 귀뚜라미홀딩스로 변경하였으며, 11월 21일부터  주식회사 귀뚜라미로 분할되었다.
- 2020년 4월 3일 전국 대기관리권역 77개 특별시 광역시, 시, 군단위 지역 콘덴싱 보일러(친환경 보일러) 의무화 규정으로 인해 거꾸로 HI, 거꾸로 IN, 트윈알파 N(순동),트윈알파 SS(스테인레스 열교환기) 제품 단종됨.
- 2022년 1월 1일 귀뚜라미가 아산공장에 화재 발생.

## 주요 제품
- 가스보일러 (거꾸로 콘덴싱 보일러)
- 기름보일러
- 중형보일러
- 기타보일러
- 온수기
- 냉방기기(귀뚜라미 범양냉방)
- 팬코일유닛
- IOT 온도조절기
- 카본매트

## 본점 및 지점 현황
- 본점: 경상북도 청도군 청도읍 월곡2길 34
- 인천: 인천광역시 서구 백범로603번길 40 (가좌동)
- 아산: 충청남도 아산시 탕정면 음봉로 850
- 원주: 강원특별자치도 원주시 태장공단길 54-6 (태장동)
- 귀뚜라미냉난방기술연구소: 서울특별시 강서구 마곡중앙로 86 (마곡동)